# Ochten
Ochten – wieś w Holandii, w prowincji Geldria, w gminie Neder-Betuwe.